# اندیس آنومالی زرینه اوباتو
آنومالی زرینه اوباتو یک اندیس فلزی است که در حوالی شهر چاپان استان کردستان قرار دارد و مادهٔ معدنی موجود در آن، طلا است.سنگ میزبان این اندیس آندزیت، توف آندزیتی، شیل و ماسه سنگ است  